# Gerrit van Arkel

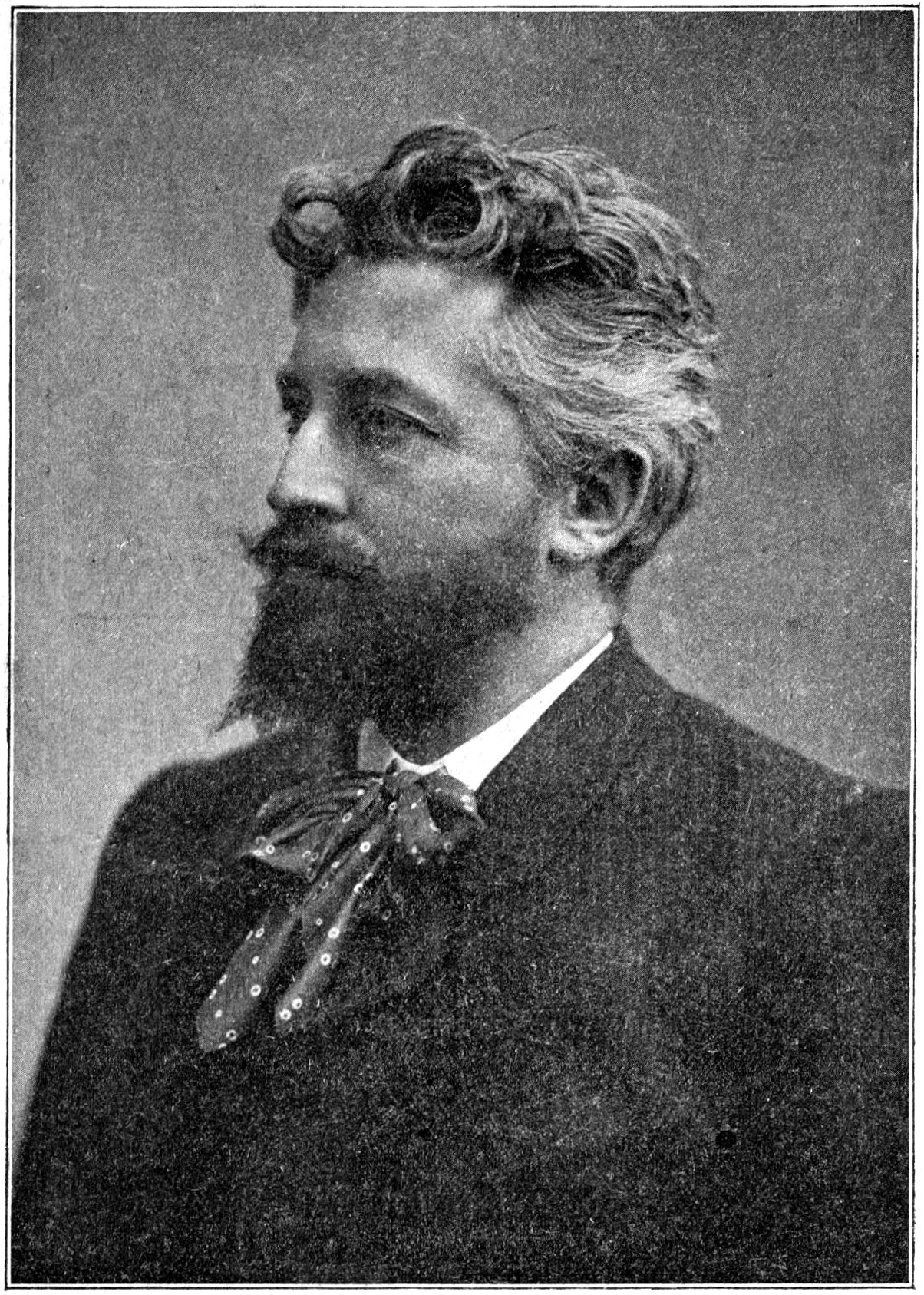
Gerrit van Arkel, 1906

Gerrit A. van Arkel (Loenen aan de Vecht, 3 april 1858 – Abcoude, 11 juli 1918) was een Nederlands architect die met name actief was in zijn woonplaats Amsterdam.

## Leven en werk
Van Arkel leerde, na het doorlopen van de lagere school, het timmervak bij een lokale aannemer in Loenen aan de Vecht. Rond dezelfde tijd leerde hij ook bij een uitgever tekenen. Van Arkel had talent, en dat trok de aandacht van Jan Galman, docent op de Amsterdamse Industrieschool. Van Arkel werd opgeleid als leraar bouwkundig tekenen aan de Industrieschool van de Maatschappij voor den Werkenden Stand.
Door bemiddeling van W. Wilkens, chef bij het architectenbureau van Gerlof Salm, kreeg hij in 1876 een baan bij diens bureau. Hij werkte vanaf 1882 kort samen met W. Wilkens, maar begon na diens overlijden in 1884 voor zichzelf. Hij bleef echter tot 1893 de naam "Wilkens & Van Arkel" hanteren.
Zijn vroege werk was vaak een mengeling van neogotiek en neorenaissance. Vanaf zijn ontwerp voor de woning van bakker Heinemann, Keizersgracht 766 uit 1894, ontwierp hij in een sobere variant van de jugendstil. Hij verwerkte vanaf die tijd veel erkers en loggia’s en asymmetrisch geplaatste balkons, torentjes en koepeltjes in zijn ontwerpen. Van Arkel ontwierp vele woon-winkelhuizen. Een groot aantal van zijn ontwerpen is inmiddels aangewezen als rijksmonument of gemeentelijk monument. Zijn ontwerp van het gebouw Helios won de derde prijs in de Franse architectuurcompetitie van de Exposition Universelle in 1900.

## Ontwerpen
| Naam                                                   | Bouwjaar                                                | Adres                                                   | Plaats            | Bijzonderheden                             | Afbeelding |
| ------------------------------------------------------ | ------------------------------------------------------- | ------------------------------------------------------- | ----------------- | ------------------------------------------ | ---------- |
| kantoorpand voor de sleepdienst van H. Rutters         | 1883                                                    | De Ruijterkade 99                                       | Amsterdam         | samen met W. Wilkens, gesloopt             |            |
| woon-winkelhuis                                        | 1883                                                    | Leidsestraat 43                                         | Amsterdam         | samen met W. Wilkens                       |            |
| woon-winkelhuis                                        | 1886                                                    | Nieuwendijk 91-93                                       | Amsterdam         | gemeentelijk monument                      |            |
| woon-winkelhuis fotograaf J. Greiner                   | 1887                                                    | Nieuwendijk 89                                          | Amsterdam         | rijksmonument                              |            |
| woon-winkelhuis                                        | 1888                                                    | Leidsestraat 59                                         | Amsterdam         | gemeentelijk monument                      |            |
| woonhuis                                               | 1889                                                    | Leidsekade 77                                           | Amsterdam         | gemeentelijk monument                      |            |
| winkelpui                                              | 1890                                                    | Heiligeweg 27                                           | Amsterdam         | rijksmonument                              |            |
| verbouwing onderpui                                    | 1891                                                    | Spuistraat 104                                          | Amsterdam         | gesloopt                                   |            |
| woon-winkelhuis                                        | 1891                                                    | Kalverstraat 182                                        | Amsterdam         | gemeentelijk monument                      |            |
| woon-winkelhuis                                        | 1891                                                    | Kalverstraat 190                                        | Amsterdam         | rijksmonument                              |            |
| woonhuis                                               | 1892                                                    | Plantage Middenlaan 36                                  | Amsterdam         | rijksmonument                              |            |
| woon-winkelhuis                                        | 1892                                                    | Leidsestraat 24                                         | Amsterdam         | gemeentelijk monument                      |            |
| woon-winkelhuis Anton Huf jr.                          | 1892-1893                                               | Kalverstraat 200                                        | Amsterdam         | rijksmonument                              |            |
| woon-winkelhuizen                                      | 1893                                                    | Hazenstraat 10, 18                                      | Amsterdam         | gemeentelijke monumenten                   |            |
| woon-winkelhuis                                        | 1893                                                    | Kalverstraat 101                                        | Amsterdam         |                                            |            |
| woon-winkelhuis                                        | 1894                                                    | Kalverstraat 132, Begijnensteeg 1a, b                   | Amsterdam         | gemeentelijk monument                      |            |
| woon-winkelhuis                                        | 1894                                                    | Utrechtsestraat 30                                      | Amsterdam         | rijksmonument                              |            |
| woonhuis bakker Heineman                               | 1894                                                    | Keizersgracht 766                                       | Amsterdam         | rijksmonument                              |            |
| woonhuis                                               | 1896                                                    | Willemsparkweg 217                                      | Amsterdam         | rijksmonument                              |            |
| Dam Hotel (voorheen Café Meyer)                        | 1896                                                    | Damrak 31                                               | Amsterdam         | voorgevel ingrijpend gewijzigd             |            |
| dubbel woonhuis De twee lichte en asymmetrische panden | 1897                                                    | Jan Luijkenstraat 28-30                                 | Amsterdam         | gemeentelijke monumenten                   |            |
| uitbreiding villa                                      | 1897                                                    | Van Eeghenlaan 21, P.C. Hooftstraat 183                 | Amsterdam         | gemeentelijk monument                      |            |
| Café De Kroon                                          | 1898, 1906 (uitbreiding)                                | Rembrandtplein 17, Amstel 82 (uitbreiding)              | Amsterdam         | gemeentelijk monument                      |            |
| Kantoorpand N.V. Vrieseveem                            | 1898                                                    | Rokin 58                                                | Amsterdam         | rijksmonument                              |            |
| Bakkerij D.C. Stähle                                   | 1898                                                    | Spuistraat 274                                          | Amsterdam         | rijksmonument                              |            |
| villa                                                  | 1898                                                    | Bergweg 31                                              | Hilversum         | gemeentelijke monument                     |            |
| "Huize Johanna"                                        | 1899                                                    | Vondelstraat 51                                         | Amsterdam         | gemeentelijk monument                      |            |
| woonhuis                                               | 1899                                                    | Rapenburg 44                                            | Amsterdam         | gemeentelijk monument                      |            |
| De Transvaalse Boer                                    | 1900                                                    | Gasthuismolensteeg 20                                   | Amsterdam         | rijksmonument                              |            |
| Gebouw Helios                                          | 1900                                                    | Spui 15-17                                              | Amsterdam         | Rijksmonument                              |            |
| The Marine Insurance Company Ltd                       | 1901, 1914, 1917 (uitbreidingen) linker gebouw van foto | Rokin 69                                                | Amsterdam         | rijksmonument                              |            |
| woonhuizen                                             | 1902                                                    | Herengracht 625-627, Amstel 212                         | Amsterdam         | gemeentelijke monumenten                   |            |
| winkel, kantoor en etagewoningen                       | 1902-1903                                               | Raadhuisstraat 52-54                                    | Amsterdam         | rijksmonument                              |            |
| wijkgebouw                                             | 1903                                                    | Stille Veerkade 20                                      | Den Haag          |                                            |            |
| woon-winkelhuis                                        | 1903-1904                                               | Kalverstraat 177                                        | Amsterdam         |                                            |            |
| villa                                                  | 1903-1904                                               | Bothalaan 5                                             | Hilversum         | gemeentelijk monument                      |            |
| woonhuis                                               | 1904                                                    | Keizersgracht 165                                       | Amsterdam         | gesloopt                                   |            |
| bankgebouw Buitenlandsche Bankvereeniging              | 1904                                                    | Damrak 80-81                                            | Amsterdam         | rijksmonument                              |            |
| Gebouw Astoria                                         | 1904-1905                                               | Keizersgracht 174-176                                   | Amsterdam         | samen met H.H. Baanders, rijksmonument     |            |
| kantoorpand                                            | 1906                                                    | Nieuwezijds Voorburgwal 262                             | Amsterdam         |                                            |            |
| Diamantslijperij Asscher                               | 1906                                                    | Tolstraat 127-129 Tolstraat 203 voormalige portiersloge | Amsterdam         | rijksmonument                              |            |
| Diamantslijperij B.A. Soep & Co                        | 1906                                                    | Nieuwe Achtergracht 17-23                               | Amsterdam         |                                            |            |
| diamantslijperij firma Eduard van Dam                  | 1906                                                    | Ruysdaelstraat 49                                       | Amsterdam         |                                            |            |
| pakhuis Fred. C. Stähle                                | 1907                                                    | Spuistraat 278-280                                      | Amsterdam         | gesloopt                                   |            |
| fabriekscomplex                                        | 1908-1909                                               | Bickersgracht 2-4, Hendrik Jonkerplein 2-4              | Amsterdam         | gemeentelijk monument                      |            |
| woonhuisinterieur                                      | 1909                                                    | Herengracht 553                                         | Amsterdam         | rijksmonument                              |            |
| Berg-stichting                                         | 1909                                                    | Hilversumseweg                                          | Laren             | gesloopt                                   |            |
| Bijkantoor Eerste Hollandsche Levensverzekeringsbank   | 1910                                                    | Stationsweg 72-74                                       | Den Haag          | samen met H.A.J. Baanders                  |            |
| winkelinterieur dameshoedenzaak Mars &co               | 1910                                                    | Kalverstraat 179-181                                    | Amsterdam         | interieur verwijderd, rijksmonument        |            |
| Diamantbeurs                                           | 1910-1911                                               | Weesperplein 4a                                         | Amsterdam         | rijksmonument                              |            |
| villa "Ben Trovato"                                    | 1911                                                    | Bloemendaalseweg 170                                    | Overveen          | gemeentelijk monument                      |            |
| Chocoladefabriek fa. Pette & zoon                      | 1912                                                    | Marktstraat                                             | Wormerveer        | gesloopt                                   |            |
| Nederlandsche Plantenboterfabriek                      | 1913                                                    | Distelweg 88                                            | Amsterdam         | samen met Jos Weiss, gesloopt              |            |
| Fabrieksgebouw Blikman & Sartosius                     | 1913                                                    | Haarlemmerweg                                           | Sloten, Amsterdam | gesloopt                                   |            |
| Pakhuis Emma van de N.V. vrieseveem                    | 1914                                                    | Van Diemenstraat 20-200                                 | Amsterdam         |                                            |            |
| kantoorpand B.H. Manus                                 | 1914-1915                                               | Rokin 75-79                                             | Amsterdam         |                                            |            |
| kantoorpand                                            | 1918-1920                                               | Keizersgracht 198, Westermarkt 2                        | Amsterdam         | samen met E. Breman, gemeentelijk monument |            |

- Biografisch Portaal: 11215099
- Digitale Bibliotheek voor de Nederlandse Letteren: arke002
- Gemeinsame Normdatei: 1259275027
- International Standard Name Identifier: 0000 0003 8865 9864
- Library of Congress Control Number: no2014040764
- Nederlandse Thesaurus van Auteursnamen: 071074449
- RKD-Nederlands Instituut voor Kunstgeschiedenis: 2429
- Union List of Artist Names: 500313524
- Virtual International Authority File: 281906212
- WorldCat: E39PBJgtcFqxJCd34jd6prJRrq